# 김영찬 (성우)
김영찬(1975년 3월 3일 ~ )은 한국의 남자성우다. 2006년 투니버스 6기 공채 성우로 데뷔했다.

## 내력
행정학과를 나왔다. 극단 '행복한 사람들' 소속으로 연극 활동을 했으며, 뮤지컬 가스펠, 세미뮤지컬 청혼 공연후 2006년 투니버스 공채 6기 (동기들 중 최연장자)로 데뷔했다.
혈액형은 A형이다.

## TV 애니메이션
- 레인보우 루비 (EBS) - 링링시장
- 도깨비언덕에 왜 왔니? (투니버스) - 영주
- 나루토 질풍전 (투니버스) - 아카미치 쵸지(나중), 사소리 (히루코), 아오
- 명탐정 코난 (투니버스) - 이명수 형사
- 캐릭캐릭 체인지 (투니버스) - 아무 아빠 / 전무 / 세오밀러 왕
- 슈가슈가 룬 (투니버스) - 듀크
- 신비아파트: 고스트볼X의 탄생 두 번째 이야기 (투니버스) - 연지의 아버지
- 신비아파트 고스트볼 더블X: 6개의 예언 (투니버스) - 공장 사장
- 신비아파트 고스트볼Z: 어둠의 퇴마사 (투니버스) - 유정의 아버지
- 신비아파트 고스트볼Z: 귀도퇴마사 (투니버스) - 그림리퍼
- 터닝메카드 (KBS) - 파이온
- 터닝메카드 W (KBS) - 파이온
- 터닝메카드 W: 반다인의 비밀 (투니버스) - 파이온
- 터닝메카드 NEW (KBS) - 파이온
- 블리치 (투니버스) - 텟사이 / 오오마에다 마에치요 / 료
- 포켓몬스터 XY - 리자몽
- 지파이터스 (투니버스) - 볼라벤 / 골 / 시장
- 너에게 닿기를 (투니버스) - 사와코 아빠, 안도
- 닌자보이 란타로 (투니버스) - 란타로 아버지
- 바나바나 둥둥 (투니버스) - 퐁
- 도쿄 매그니튜드 8.0 (투니버스) - 아빠
- 아따맘마 (투니버스) - 아저씨, 집주인
- 오늘부터 마왕3 (애니맥스) - 디마스커스 / 모르기프 / 란질 / 슈트펠
- 로봇 알포 (MBC) - 밥(아빠) / 루루(젖소)
- 무무와 푸푸 (KBS) - 사자왕 / 하모
- Yes! 프리큐어5 gogo! (챔프TV) - 스콜프
- 디지몬 세이버즈 (챔프) - 반쵸레오몬
- 페어리 테일 (챔프 TV) - 토토마루
- 신비한 별의 쌍둥이 공주 (투니버스) - 월 국왕 / 얀
- 신비한 별의 쌍둥이 공주 꼬옥! (투니버스) - 야얀 / 파울
- 우주인 타로 (투니버스) - 제임스
- 내일의 나쟈 (투니버스) - 롯소
- 메이저 (투니버스) - 이충기 / 민경복
- 뷰티풀 조 (투니버스) - 흑마왕 / 파이어 레오
- 세토의 신부 (투니버스) - 샤크 후지시로 / 나가스미의 할아버지
- 오란고교 사교클럽 (투니버스) - 소노다 이사오
- 배틀짱 (투니버스) - 보로 T
- 트리니티 블러드 (투니버스) - 바이바르스 / 피텔
- 개구리 중사 케로로 (투니버스) - 기루루 /지라라 / 키루루
- 가정교사 히트맨 리본 (투니버스) - 로마리오 / 모레티 / 9대 보스
- 떴다! 럭키맨 (투니버스) - 세상개혁맨 / 페가수스 / 쇠망치 선생 / 팬티맨 / 괴물맨 A / 부엌맨
- 브랏츠 - 밤샘파티 대모험 (투니버스) - 타코
- 쟈니테스트 (투니버스) - 아빠
- 결계사 (투니버스) - 쿠로스 / 가긴 / 무카데 / 사난 / 겐 아빠
- 요괴인간 타요마 5기 (투니버스) - 야행
- 꿈빛 파티시엘 (투니버스) - 길레스피 로이
- 메탈베이블레이드 (투니버스) - 마커스
- 로보트 태권브이
- 마리와 강아지 이야기 (투니버스) - 야스다 중사
- 도모군 (투니버스) - 토토
- 듀얼 레전드 (카툰네트워크) - 강승리
  - 듀얼 레전드 제로  - 강승리 / 프로패서마치
  - 듀얼 레전드 쇼크  - 강승리
- 닌자의 왕 (애니맥스) - 야마세
- 위험 최강 단거 할아버지 (투니버스)
- 무인행성 서바이브 (투니버스) - 루나 아빠
- 닌자펭귄 땡글이 (투니버스) - 백로
- 무적 철가방 (투니버스) - 토시유키
- 로젠메이든 트로이멘트 (퀴니) - 라프라스
- 은혼 (투니버스) - 푸
- 테니스의 왕자 (투니버스) - 카와무라 / 사사베 아빠
- 레터비 (투니버스) - 해설
- 쾌걸 조로리 (투니버스) - 이식
- 꿈의 크레용 왕국 (투니버스) - 주먹밥왕
- 츠바사 크로니클 (투니버스) - 불쿠단
- 음양대전기 (투니버스) - 청석의 츠쿠모 / 잇세이
- 달려라 이다텐 (투니버스) - 아빠
- 록맨 에그제 스트림 (투니버스)
- 따끈따끈 베이커리 (투니버스) - 남자2
- 사무라이 참프루 (투니버스) - 식당 아저씨
- 메르헤븐 (투니버스) - 문지기 피에로
- 드래곤볼GT (투니버스) - 즈나마
- 말짱 꽝돌이 (투니버스) - 블랙 코브라단1
- 건방진 천사 (퀴니)
- 엘리엇 키드 (투니버스) - 의원
- 원피스 (투니버스) - 남자1 / 미카즈키 / 요키
- 미소의 세상 스페셜 (투니버스)
- 나루토 SD - 록 리의 청춘 닌자전 (투니버스) - 쵸지
- 웨딩피치 (투니버스) - 하객 / 릴리 아빠
- 꼬마유령 캐스퍼 : 새로운 모험 (카툰네트워크) - 브록
- 좀비덤 (KBS) - 피에로스컬
- 뛰뛰빵빵 구조대2 (KBS) - 주지스님
- 최강! 탑플레이트  - 명문감독
- 재채기 대마왕 (투니버스) - 불코
- 토킹 톰 - 벤

### OVA
- 카레이도 스타 OVA 불사조의 전설 (투니버스) - 노인

### 극장용 애니메이션
- 루돌프와 많이있어 (투니버스) - 선생님
- 나루토 질풍전 극장판 - 블러드 프리즌 (투니버스) - 인 / 쵸지
- 나루토 질풍전 극장판(인연) - 숙명의 재회 (투니버스) - 쵸지 / 0미
- 명탐정 코난 극장판 4기 - 눈동자 속의 암살자 (투니버스) - 이명수 형사
- 명탐정 코난 극장판 5기 - 천국으로의 카운트다운 (투니버스) - 이명수 형사
- 명탐정 코난 극장판 6기 - 베이커가의 망령 (투니버스) - 이명수 형사
- 명탐정 코난 극장판 9기 - 수평선상의 음모 (투니버스) - 이명수 형사
- 명탐정 코난 극장판 10기 - 탐정들의 진혼가 (투니버스) - 이명수 형사
- 명탐정 코난 극장판 13기 - 칠흑의 추적자 (투니버스) -  이명수 형사
- 명탐정 코난 극장판 14기 - 천공의 난파선 (투니버스) - 이명수 형사
- 명탐정 코난 극장판 14기 - 천공의 난파선 (투니버스) - 이명수 형사
- 명탐정 코난 극장판 15기 - 침묵의 15분 (투니버스) - 이명수 형사
- 명탐정 코난 극장판 16기 - 11번째 스트라이커 (투니버스) - 이명수 형사
- 명탐정 코난 극장판 18기 - 이차원의 저격수 (투니버스) - 이명수 형사
- 명탐정 코난: 제로의 집행인 - 이명수 형사, 연수원장
- 극장판 요괴워치: FOREVER FRIENDS - 접시부기, 사오정
- 짱구는 못말려 극장판: 동물소환 닌자 배꼽수비대 - 나무늘보, 병원장

### 게임
- 리그 오브 레전드 - 갱플랭크, 나서스, 말자하, 모데카이저, 블리츠크랭크, 알리스타
- 블레이드 앤 소울 - 막소보, 육지평, 사기군, 홍마위
- 던전앤파이터 - GSD, 슈미트, 로저 레빈, 하이람, 전능의 마테카
- 디아블로3 - 남자 수도사
- 도타2 - 흡혈마, 첸, 레슈락
- 라임오딧세이 : 모험의 시작 - 투르가(남자)
- 스타크래프트 II - 모한다르 & 브랄릭
- 월드 오브 워크래프트
- 타르타로스 온라인 - 베크렐, 실버
- 드래곤네스트 - 카라한
- 파이터스클럽
- 플래닛사이드2 - 바누자치국(VS)
- 파이널판타지14 - 아씨엔 라하브레아, 웨지, 라바나
- 소울워커 - 토오루

### 외화

#### 드라마
- 33분 탐정 (투니버스) - 아빠 / 오바마
- 가면라이더 파이즈 (투니버스) - 미나미
- 시험의 신 (투니버스) - 키미츠구
- 퓨어엔젤 미라클 매직 (투니버스) - 빵집아저씨

#### 영화
- 디 워 - 남자조종사

### 방송
- KBS 《출발드림팀 시즌 2》 (205회~230회)
- KBS 《내생애 마지막 오디션》
- KBS 《휴먼서바이벌 도전자》
- SBS MTV 《신인왕 소년공화국》
- Mnet 《WIN:WOH IS NEXT》 "Final"
- Mnet 《슈퍼스타K3》 백스테이지
- tvN 《백지연의 끝장토론》